# Kościół bł. Jolenty w Gnieźnie
Kościół bł. Jolenty w Gnieźnie – kościół w Gnieźnie, na Arkuszewie, zbudowany w latach 1983–2000. 
Zaprojektowany przez Izabelę Klimaszewską. Swoim kształtem przypomina rotundę. We wnętrzu ołtarz wykonany z granitu wykonany przez firmę kamieniarską Jerzego Klapiszewskiego z Wągrowca. Tabernakulum zostało wykonane przez Firmę Brązowniczą Aleksander Zaran z Poznania. Żyrandole zostały wykonane przez Pracownię Rzemiosła Artystycznego Piotr i Jacek Przybylski. Witraże zostały wykonane przez Pracownię Witraży Powalisz z Poznania. Posadzka prezbiterium tej świątyni jest wyłożona marmurem Biała Marianna. Kościół mieści się przy ulicy Wierzbiczany. Może pomieścić 500 osób. Proboszczem parafii jest ks. kan. Ryszard Balik.